# Philippe Hosiasson
Philippe Hosiasson (ros. Филипп Хосиассон, ur. 3 lutego?/15 lutego 1898 w Odessie, zm. 13 lipca 1978 w Paryżu) – ukraiński malarz tworzący we Francji.

## Życiorys
Objawił talent plastyczny już w dzieciństwie, razem z rodzicami podróżował do Berlina w 1910 i 1912. Odwiedził tam galerie malarstwa i zetknął się w twórczością Claude Moneta i Paula Cézanne'a, co zwiększyło zainteresowanie grafiką i malarstwem. Po ukończeniu szkoły średniej studiował prawo i historię sztuki na Uniwersytecie w Odessie, dzięki profesorowi Nikołajowi Okuniewowi opuścił w 1920 zajęte przez wojska gen. Antona Denikina miasto i wyjechał do Włoch. W Rzymie kontynuował naukę historii sztuki, rok później w „Casa d'Arte Bragaglia” miała miejsce pierwsza wystawa jego prac. W stolicy Włoch poznał André Deraina, który tworzył dekoracje dla baletu Siergieja Diagilewa. Podróżował do Wenecji i Florencji, a następnie zatrzymał się w Wiedniu. W 1922 wyjechał do Berlina, gdzie został projektantem dekoracji dla prowadzonego przez Borysa Romanowa baletu Romantiques Russes, dwa lata później z zespołem baletu wyjechał do Paryża, gdzie pozostał na stałe. W tym samym roku zaczął wystawiać swoje prace w Salonie Jesiennym, Salonie Niezależnych i w Galerii „Percier”. W 1928 otrzymał francuskie obywatelstwo, w tym okresie związał się z „Galerie Colle”. Do Włoch powrócił w 1934, gdy w mediolańskiej „Galerie Milano” miała miejsce wystawa jego prac. W 1937 otrzymał propozycję wykonania dekoracji zbudowanego według projektu Jeana-Charlesa Moreux pawilonu wystawowego Martyniki na Wystawie Światowej w Paryżu. Ten duży projekt był ostatnim dziełem wykonanym w dotychczasowym stylu Hosiassona, kolejne prace cechował niepokój i tematyka zagrożenia. Po wybuchu II wojny światowej zaciągnął się w szeregi armii francuskiej, walczył pod Dunkierką, gdzie został ciężko ranny. Po wylądowaniu aliantów w południowej Francji wykonał dla Frontu Narodowego ogromny mural przedstawiający wyzwolenie Marsylii. Po powrocie do Paryża ciężko zachorował, po długotrwałej kuracji podjął decyzję o porzuceniu sztuki figuratywnej. Nowy styl był zupełnie odmienny, krytycy tacy jak Michel Seuphor i Michel Tapié doszukiwali się w nim elementów współczesnej sztuki amerykańskiej, ale Hosiasson nie zareagował na takie sugestie. Mimo to po dwóch wystawach indywidualnych na kolejne zaczęli przychodzić kolekcjonerzy i marszandzi sztuki amerykańskiej. W związku z tym prace Philippe Hosiassona wystawiono na sześciu wystawach indywidualnych w Nowym Jorku i Los Angeles, wiele obrazów zostało zakupionych przez amerykańskie muzea, uczelnie i do prywatnych kolekcji. W Europie prace Hosiassona wystawiono w Paryżu, Nantes oraz w belgijskim muzeum w Verviers. Artysta podróżował do Włoch, Hiszpanii, Holandii, Belgii, Szwajcarii i Algierii, a w 1962 do Nowego Jorku. W tym samym roku Hosiasson otrzymał za swoje dokonania artystyczne order Legii Honorowej.